# Université de Seikei
L'université de Seikei (成蹊大学, Seikei daigaku) est une université privée japonaise fondée en 1906 et située dans la ville de Musashino (préfecture de Tokyo).

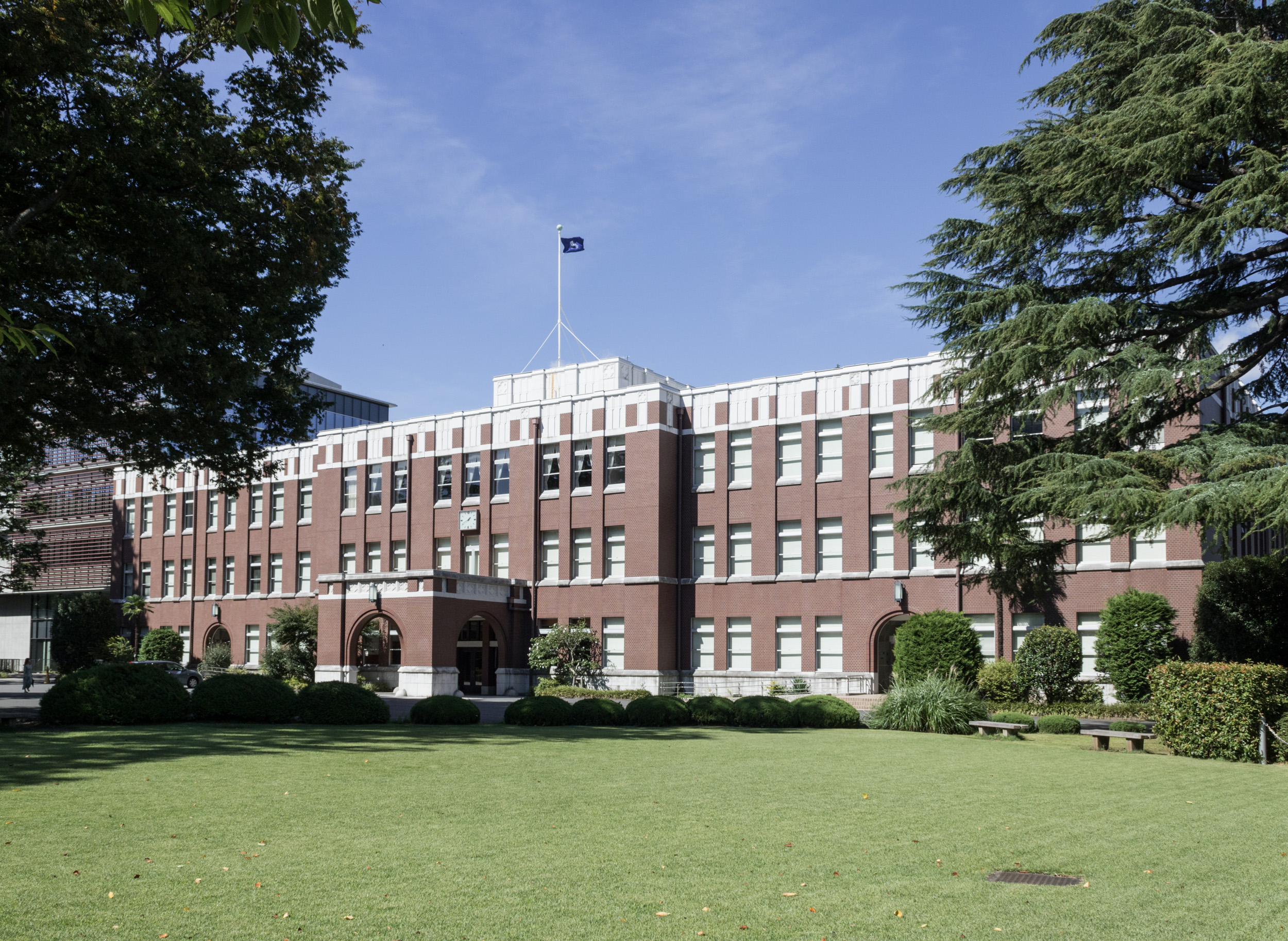
Entrée de l'université.

Sa bibliothèque à l'architecture futuriste, conçue par Shigeru Ban, s'articule autour de multiples sphères d’isolement transparentes, ou "planètes" : des nacelles surélevées et suspendues y surmontent les colonnes du hall central. Elles ont été prévues pour permettre aux usagers de la bibliothèque de constituer des groupes de discussion, sans gêner ceux qui préfèrent étudier en silence.

## Classement d'universités
ENSMP
- 2008 - La 89e place (La 9e place au Japon)
- 2009 - La 89e place (La 10e place au Japon)

## Élèves célèbres
- Shinzō Abe (63e Premier ministre du Japon)
- Ira Ishida
- Natsuo Kirino
- Yūichi Takai
- Tadashi Nakamura
- RiSE (Membre du groupe Ladies' Code)